# Peter Gentzel
Hans Peter Ludvig Gentzel (Gotemburgo, 12 de outubro de 1968) é um ex-handebolista profissional sueco, medalhista olimpico.
Peter Gentzel fez parte do elenco medalha de prata de Sydney 2000. Ele é campeão mundial, e três vezes europeu. Ele atua hoje na parte administrativa do handebol da Suécia.